# Off the Map
Off the Map – DVD z zapisem koncertu grupy Red Hot Chili Peppers, który odbył podczas trasy koncertowej w Australii. Zespół promował wtedy płytę Californication. Został wydany przez Warner Music Vision w 2001 roku.

## Lista utworów
1. "Opening
2. "Around the World"
3. "Give It Away"
4. "Usually Just a T Shirt #3"
5. "Scar Tissue"
6. "Suck My Kiss"
7. "If You Have to Ask"
8. "Subterranean Homesick Blues"
9. "Otherside"
10. "Blackeyed Blonde"
11. "Pea"
12. "Blood Sugar Sex Magik"
13. "Easily"
14. "What Is Soul?" (The Jam)"
15. "Fire"
16. "Californication"
17. "Right on Time"
18. "Under the Bridge"
19. "Me And My Friends"

## Lista dodatkowych utworów
1. "Skinny Sweaty Man"
2. "I Could Have Lied"
3. "Parallel Universe"
4. "Sir Psycho Sexy"
5. "Search And Destroy"

## Dodatki
- Wywiady z członkami zespołu
- Zespół za kulisami